# اشتفن فتزنر
اشتفن فتزنر (انگلیسی: Steffen Fetzner؛ زادهٔ ۱۷ اوت ۱۹۶۸) یک بازیکن تنیس روی میز اهل آلمان است. 
وی همچنین برنده جوایزی همچون برگ بوی نقره‌ای شده است.
وی در مسابقات کشوری و بین‌المللی در مجموع برنده ۱ مدال طلا، ۴ مدال نقره، ۴ مدال برنز شده‌است.